# Bonneville Salt Flats

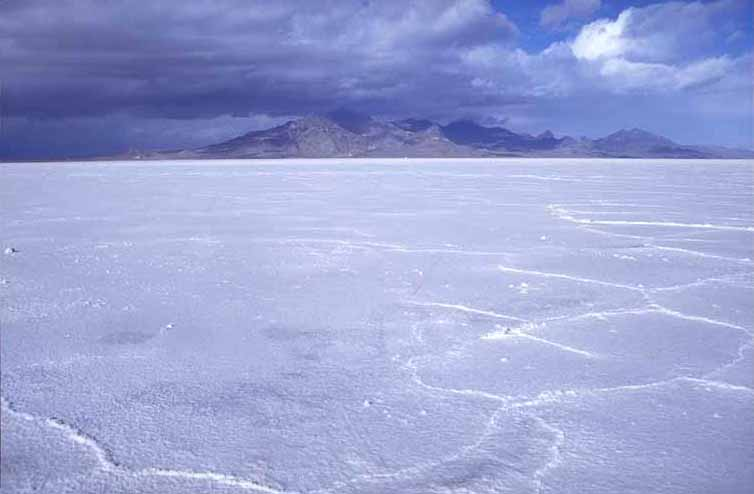
Veduta della Bonneville Salt Flats

La Bonneville Salt Flats o deserto salato di Bonneville è una pianura di 260 km² coperta da uno strato di sale nel nord-ovest dello stato americano dell'Utah.. È il risultato dell'evaporazione del preistorico lago Bonneville, formatosi dopo l'ultima glaciazione, è la distesa salata più vasta di quelle presenti attorno al Gran Lago Salato, lo strato di sale raggiunge in alcuni punti lo spessore di quasi due metri.
Questo deserto di sale, è una zona in gran parte di proprietà pubblica federale, gestita dal Bureau of Land Management. Situato a 185 km da Salt Lake City, a est della cittadina di West Wendover, nel Nevada, è attraversato dall'autostrada 80, e vi si accede dall'uscita «Bonneville Speedway».

## Geologia
Il deserto salato di Bonneville è ricoperto in gran parte da cloruro di sodio con presenza di molti altri minerali in particolare il potassio. Questi depositi di sali minerali sono sfruttati nella parte sud del deserto, di proprietà privata. 
In inverno, la minore evaporazione permette all'acqua meteorica di ricoprire in parte lo strato di sale. L'acqua evapora in primavera, mentre i venti estivi lisciano la distesa di sale rendendola dura come roccia, impedendo la crescita di qualsiasi vegetale.. Le precipitazioni estive cancellano tutte le tracce lasciate dall'attività umana o animale. Questo rende la superficie salata perfettamente piatta e molto riflettente. Il riscaldamento dell'aria sopra la superficie provoca una variazione della sua densità per alcuni metri, ciò provoca un effetto ottico di rifrazione detto miraggio, che fa sembrare le montagne circostanti come fluttuanti sopra la distesa salina.
Tra il 1960 e 1988, si è constatata una certa diminuzione nella concentrazione salina della zona, forse dovuta allo sfruttamento delle saline. Le autorità decisero una risalinazione della pianura. Tra il 1997 e 1999, con il progetto Salt-Laydown si dimostrò la possibilità di aumentare la concentrazione salina pompando acqua salmastra presente nel sottosuolo..

## Storia
Il lago Bonneville copriva, dopo lo scioglimento dei ghiacci dell'ultima glaciazione iniziata circa 15000 anni fa, la gran parte del Gran Bacino, una depressione della Sierra Nevada, l'altopiano del Colorado e i Monti Wasatch. Man mano che le temperature si innalzavano e che i ghiacciai sparivano, l'evaporazione iniziò a superare l'apporto di acqua, facendo scendere il livello del lago e aumentandone la sua concentrazione salina, diventando un mare interno. In seguito, in molte regioni il mare interno lasciò posto a deserti di sale.
La regione è abitata da circa 12000 anni. Quando gli europei la raggiunsero, essa era abitata da molte tribù indiane, indicate come le tribù del Grande Bacino. Tra queste i Shoshoni, gli Ute ed i Paiute. Ad esplorare la regione furono gli spagnoli che giunsero da sud-ovest alla fine del XVIII secolo. Nel XIX secolo cacciatori di pellicce della Compagnia della Baia di Hudson  sfruttarono i territori di caccia settentrionali. Gli USA ottennero il controllo sulla regione con il trattato dell'Oregon del 1846 e con il trattato di Guadalupe Hidalgo del 1848. I primi coloni ad abitare permanentemente la regione furono coloni di fede mormone, stabilitisi a partire al 1840 nei dintorni di Salt Lake City e della vallata di Cache. 

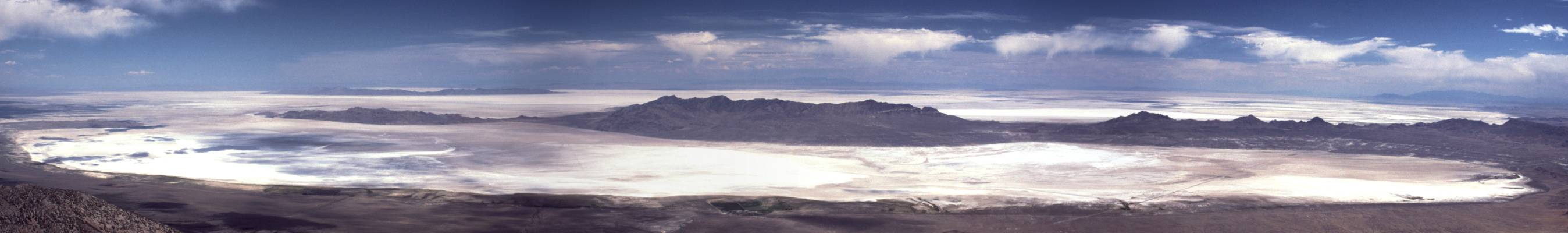
Veduta panoramica del Deserto del Gran Lago Salato, dal Pilot Peak

## Corse automobilistiche e record di velocità

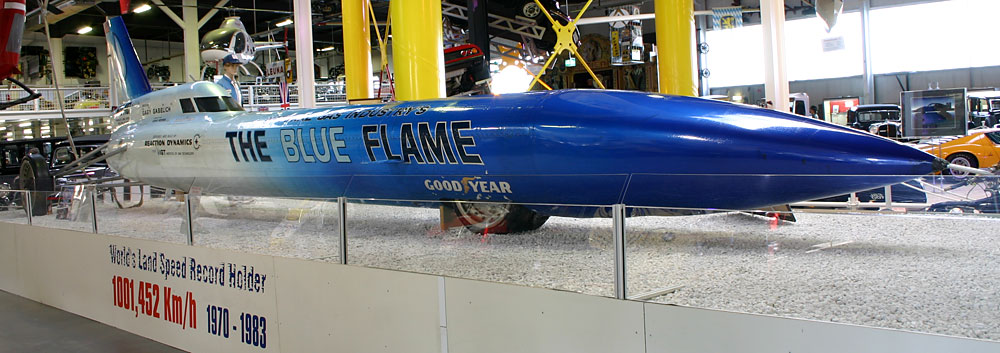
The Blue Flame nel museo Sinsheim Auto & Technik in Germania

La pianura salata fu per molto tempo una zona da evitare ma nel 1896, W. D. Rishel che cercava un percorso per una corsa di biciclette tra New York e San Francisco, si accorse che il luogo era ideale per la velocità. Convinse Teddy Tezlaff di tentarvi un record di velocità nel 1914, con la sua Blitzen Benz che raggiunse una punta massima di 228 km/h..  
Negli anni trenta la pianura divenne internazionalmente riconosciuta grazie a Malcolm Campbell che vi stabilì numerosi record di velocità. Il luogo venne anche utilizzato come pista per gare di macchine, fra cui le cosiddette Lakester, e di motociclette. 
La salina è anche rinomata per la sua Bonneville Speedway, una pista specifica per i record di velocità su terra, che tutti gli anni nuovi veicoli tentano di superare. Dal  1949, è diventata la pista standard per questo tipo di primati. Vi si raggiungerà progressivamente la velocità di 900 km/h. Negli anni sessanta, veicoli a Turbogetto vi fecero la loro apparizione, con i primati di Art Arfons (1926-2007) che raggiunse i 928 km/h e la Craig Breedlove con 966 km/h.. I mille chilometri orari vennero superati dal Blue Flame, nel 1970 quando toccò i 1001.67 km/h sulla distanza di un miglio.

### Bonneville Speedway

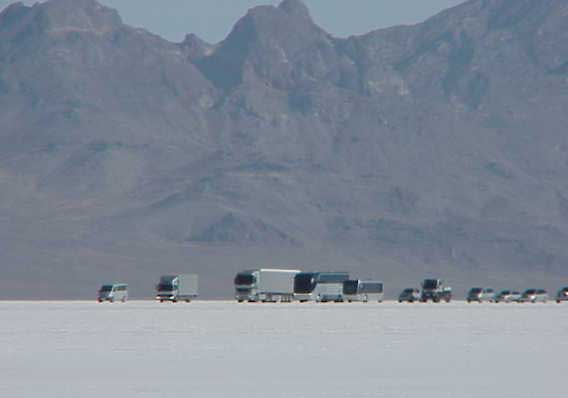
La pista di Bonneville Speedway

Le piste sono tracciate con la supervisione del ministero dei trasporti dello Utah, che ne definisce l'area nei pressi della cittadina di Wendover. Tradizionalmente, vi si traccia una pista in linea retta di 16 km, per i primati di velocità  e una pista ovale lunga da 16 a 19 km per i test di resistenza. Recentemente una pista di 8 km è stata aggiunta per i veicoli meno rapidi.
Ogni anno in agosto, la Southern California Timing Association e la Bonneville Nationals Inc. vi organizzano una settimana di corse chiamata Speed Week, che attira corridori da tutto il mondo. In settembre è la Utah Salt Flats Racing Association che vi organizza il World of Speed, evento simile. Questa associazione vi organizza anche delle gare settimanali. Vi sono diverse categorie di veicoli ognuna con il proprio record da battere.

## Curiosità
Diverse cose hanno preso il nome da questa regione: 
- la Pontiac Bonneville, la vecchia ammiraglia della Pontiac;
- la mitica moto Triumph Bonneville;
- la compagnia mediatica Bonneville International.
- nella Bonneville Salt Flats è stato girato il film "Indian - La grande sfida" (2005) con il grande protagonista Anthony Hopkins che interpreta Burt Munro che nel 1967 stabilì, su una motocicletta Indian degli anni '20, il record di velocità su strada di trecento chilometri all'ora, record tutt'oggi ancora imbattuto.
- nel 2006 la Bonneville Salt Flats è stata teatro della commedia drammatica, "Quel che resta di mio marito".
- la Bonneville Salt Flats è protagonista di una scena del film indipendente "The Brown Bunny" scritto, diretto e interpretato da Vincent Gallo nel 2003